# Meridiosaurus
Meridiosaurus — вимерлий рід мезоевкрокодилових, який є можливим членом родини Pholidosauridae. Залишки були знайдені в пізній юрській формації Такуарембо в Такуарембо, Уругвай. Рід був описаний у 1980 році на основі часткового рострума, який включав передщелепні та більшу частину верхньощелепних кісток. Деякі автори вважають віднесення до Pholidosauridae сумнівним, але переопис 2011 року та філогенетичний аналіз підтвердили класифікацію Meridiosaurus як фолідозаврид.